# Carl Froch vs. Andre Ward
Carl Froch vs. Andre Ward er en kommende mesterskabkamp om det ledige Ring, WBC og WBA supermellemvægtmesterskab. Kampen vil blive afholdt den 29. oktober 2011, på Boardwalk Hall i Atlantic City i New Jersey og vil blive tv-transmitteret på Showtime.

## Build up
Froch er på en vindende stime hvor han dominerer alle sine modstandere og tvinger dem til at give op, indtil sin sidste kamp, der anses for hans bedste, hvor hans evner, magt og tillid til, at han er en af de bedste i verden ved at sende Glen Johnson, dette ville være den ultimative test, som han står over for mod den ubesejrede Andre Ward.

## Hovedkampe
- Supermellemvægtmesterskab  Carl Froch vs.  Andre Ward.